# Wólka Szczytyńska
Wólka Szczytyńska (ukr. Щитинська Воля, Szczytynśka Wola) – wieś na Ukrainie w rejonie kowelskim, w obwodzie wołyńskim. W II Rzeczypospolitej miejscowość wchodziła w skład gminy wiejskiej Lelików w powiecie kobryńskim województwa poleskiego. Do II wojny światowej w pobliżu wsi znajdowały się chutory Niwki oraz Zakupki, które obecnie weszły administracyjnie w jej skład.
W pobliżu wsi znajdują się jeziora Wolańskie oraz Święte.
W czasie okupacji niemieckiej mieszkająca tutaj ukraińska rodzina Marczuków ukrywała kilkunastu Żydów, za co w 1996 roku Instytut Jad Waszem uhonorował tytułami Sprawiedliwych wśród Narodów Świata Hannę i (pośmiertnie) Jewtychija Marczuków.
Do 2020 w rejonie ratnieńskim.